# Wojciech Kucharz
Wojciech Kucharz (2 de janeiro de 1952) é um matemático polonês.
Kucharz obteve um doutorado em 1977 na Universidade Jaguelônica em Cracóvia, orientado por Józef Karol Siciak. Em 1980 foi para os Estados Unidos, onde foi professor da Universidade do Novo México em Albuquerque. Em 2008 obteve a habilitação na Polônia. É desde 2010 professor na Universidade Jaguelônica.
Kucharz foi palestrante convidado do Congresso Internacional de Matemáticos no Rio de Janeiro (2018).